# Carapichea affinis
Carapichea affinis là một loài thực vật có hoa trong họ Thiến thảo. Loài này được (Standl.) L.Andersson mô tả khoa học đầu tiên năm 2002.